# Archidiecezja Johannesburga
Archidiecezja Johannesburga – archidiecezja metropolitalna Kościoła rzymskokatolickiego w Republice Południowej Afryki. Powstała 4 czerwca 1886 jako prefektura apostolska Transwalu. 16 września 1904 uzyskała status wikariatu apostolskiego, który 9 kwietnia 1948 został przemianowany na wikariat Johannesburga, a 11 stycznia 1951 podniesiony do rangi diecezji. 5 czerwca 2007 administratura stała się archidiecezją. 